# Crassula rudolfii
Crassula rudolfii är en fetbladsväxtart som beskrevs av Schönl. och Baker f.. Crassula rudolfii ingår i släktet krassulor, och familjen fetbladsväxter. Inga underarter finns listade i Catalogue of Life.